# Ипуэйра
Ипуэйра (порт. Ipueira) — муниципалитет в Бразилии, входит в штат Риу-Гранди-ду-Норти. Составная часть мезорегиона Центр штата Риу-Гранди-ду-Норти. Входит в экономико-статистический микрорегион Серидо-Осидентал. Население составляет 2051 человек на 2006 год. Занимает площадь 127,347 км². Плотность населения — 16,1 чел./км².

## Статистика
- Валовой внутренний продукт на 2003 год составляет 4 961 404,00 реалов (данные: Бразильский институт географии и статистики).
- Валовой внутренний продукт на душу населения на 2003 год составляет 2503,23 реалов (данные: Бразильский институт географии и статистики).
- Индекс развития человеческого потенциала на 2000 год составляет 0,691 (данные: Программа развития ООН).